# Negyedik forduló
A Negyedik forduló, 1978-ban bemutatott, Keller Zsuzsa novellájából készült színes magyar tévéjáték, amelynek  forgatókönyvét Schulze Éva és a tévéjáték rendezője Felvidéki Judit közösen írták.

## Történet
A Színművészeti Főiskolán a filmrendezők több fordulós felvételije hónapokig tart. A harmadik fordulón már átjutott fiatalok: Rita, Zsolt, Lőrinc, János, Péter, István és András, a felvételi negyedik fordulójáig egy nagyszerű csapatba került. Közös céljuk elérésében, egymásért éltek, együtt dolgoztak, mindenki mindenkiért. Rita fotósként vett részt a közös munkában és fotóin megörökítette az együtt megtett út minden mozzanatát, a közös forgatások élményeit. A fiúk a csapatból: Zsolt frissen érettségizett. Lőrinc filmgyári asszisztens, harmincéves, neki ez az utolsó lehetősége, hogy bejusson a főiskolára. János egyetemistaként, a jogi karról jelentkezett filmrendezőnek. Péter SZTK orvosként dolgozik, István pedig, kilépett a gyárból, mert döntenie kellett, ottmarad-e vagy pedig biztosra veszi a felvételt. A csapatból Lőrincen kívül András is, félig-meddig a filmes szakmában van, hiszen segédoperatőrként dolgozik. A felvételizős filmes csapat tagjai, András lakásszentelőjét megünnepelni jönnek össze. Ezen az estén még reménykednek, hogy a negyedik fordulón továbbjutva, a leendő filmrendezős osztály tagjai lesznek. A jóbarátok tehát már túl vannak a felvételin, de még nem ismerik a döntést. Reggel Rita telefont kapott, hogy menjen beiratkozni, mert felvették a főiskolára. Boldog, és azt hiszi, hogy mind bekerültek, s már látja is a „munkacsapatot”, amint lelkesen dolgoznak együtt az osztály termeiben. Azután a főiskolán a beiratkozásnál találkozik Zsolttal, s kiderül, hogy csupán kettejüket vették fel. Kérdés: mi legyen este, András lakásszentelőjén, ahol összejön a csapat? Miután csak kettejüket értesítették, Zsolt nem akar elmenni a találkozóra, de Rita ragaszkodik hozzá és arra kéri Zsoltot, hogy hallgassanak erről a többiek előtt. A jóhangulatban induló esti összejövetel András lakásán, feszültségekkel ér véget...

## Szereplők
- Rita... Horineczky Erika
- Zsolt... Józsa Imre
- István.. Emőd György
- Lőrinc... Szirmai Péter
- János... Medgyessy Pál
- Péter (Sallay Péter, orvos)... Balkay Géza
- Anna... Szoboszlai Éva
- András... Zsolnay András
- Rita anyja... Berek Kati
- munkaügyi előadó... Falvay Klára
- a Színművészet Főiskola titkára... Gosztonyi János
- Vámos néni (beteg, az orvosi rendelőben)... Orsolya Erzsi
- Vámos néni lánya... Móricz Ildikó
- nővér az orvosi rendelőben... Homoki Magdolna
- Lőrinc nagymamája... Pártos Erzsi
- János barátnője, (presszós lány)... Seres Gabriella
- Zsolt apja... Tándor Lajos

## Forgatási helyszínek
- Budapesti Vidám Park
- Nagykőrösi úti Használtcikk Piac (Ecseri)
- Színház- és Filmművészeti Főiskola Szentkirályi utcai műtermei

## A filmről mondták az alkotók
Nagy Judit újságíró kérdezte a rendezőt, Felvidéki Juditot:

„– Megtörtént eset ez?
– Igen. 
– Bocsáss meg, te vagy Rita? 
– Én vagyok.”

Felvidéki Judit gondolatai:

„Engem elsősorban ennek az alkalmilag összetartozó közösségnek a létezése és széthullása izgatott! Ezt akartam filmen ábrázolni. Azt, hogy miként esik szét atomjaira az ilyenfajta társulás. A film szereplői más és más társadalmi rétegből, pályákról érkeztek. … Az a tény, hogy szorosabb kapcsolat jött létre közöttük egy lehetőségnek a következménye volt. A jövőre nézve még nem jelentett biztosítékot.”

## Készítették
- Rendező: Felvidéki Judit
- Forgatókönyvírók: Felvidéki Judit; Schulze Éva
- Dramaturg: Szántó Erika
- Díszlettervező: Balló Gábor
- Vezető operatőr: Hollós Olivér
- Operatőrök: Ardai Tamás; Scheibner Károly; Szalay Z. László; Turi Tibor
- Vágó: Király Kati
- Fotók: Kiss Júlia
- Maszk: Járai Helga
- Jelmez: Orosz Imre
- Berendező: Fazekas Zoltán
- Zenei szerkesztő: Sándor Katalin
- Építész: Égenhoffer Tibor
- Rögzítésvezető: Németh Lehel
- Felvétel vezető: Jerk György
- Műszaki vezető: Tanos Tamás
- Fővilágosító: Szirmai Árpád
- Hangmérnökök: Császár Ferenc; Pajor János
- A rendező munkatársa: Kiss Nóra
- Gyártásvezető: Hencz Dezső